# Антон Інголич
Анто́н Інго́лич (словен. Anton Ingolič) (5.1.1907, Сподня Полскава, Словенія — 11.03.1992, Любляна, Словенія) — словенський письменник, член Словенської академії наук і мистецтв (з 1976). 

## Життєпис
Народився 5 січня 1907 року у словенському селі Сподня-Полскава. Навчався 1927 — 28 у Франції в університеті Сорбонни, закінчив у 1931 році Люблянський університет.

## Літературна діяльність
У романах «Цибулярі» (1936), «Громада» (1939), «На сплавах» (1940), «Матевж Височник» (1941 — 45), «Страйк» (1951), «Загасла долина» (1956), дилогії «Виноградний пагорб» (1946) відтворив боротьбу словен. селян і робітників за соціальну справедливість. Про події 2-ї світової війни, опір фашизмові йдеться у збірках новел «Удосвіта» (1945) і «На зламі» (1950), повісті «Одинадцятеро живих» (1964). У трилогії «Де ви, Ламути?» (1958), «Чорні лабіринти» і «Небо над батьківщиною» (обидва — 1960) зображено нелегке життя словен. заробітчан-рудокопів у Франції, Бельгії, Німеччині. Ця тема поста і в романі «Родинний фестиваль» (1988). Роман «Прощання» (1989) присвячений проблемам творчості, долі митця. Автор романів екологічної («Шумлять рідні ліси», 1969) та істор. («Прадіди», 1975; «Горіли багаття», 1978) тематики. Колізії жіночої долі простежує в романах «Робочий день сестри Марії» (1980) та «Картини її життя» (1985). Писав романи і повісті для дітей та юнацтва («Таємне товариство ПГЦ», 1958; «Молодість на сходах», 1962; «Гімназистка», 1967; «Ондуо, мій чорний коханець», 1972, та ін.). Враження від подорожі по Рад. Союзу відбилися у книгах «Сибірські зустрічі» (1966) та «Діаманти, риба і самовар» (1974). 

## Переклади українською
Окремі твори Інголи українською переклали В. Гримич, М. Гримич, В. Соботович.
- Антон Інголич. На сплавах: Роман. Пер. із слов. та післямова В.Гримича. – К. : Дніпро, 1968. – 268 с.
- Антон Інголич. Таємне товариство ПГЦ. Із словенської переклав В. Соботович; малюнки: Микола Малишко. К.: Веселка, 1973. 128 стор.
- Антон Інголич. Шлях до вершини. Пер. із слов.: М.Гримич. «Всесвіт», 1980. № 6;
- Антон Інголич. Розрив: Роман. Пер. зі слов. В.Гримич. – К. : Молодь, 1985. – 200 с.